# Petrolisthes bifidus
Petrolisthes bifidus is een tienpotigensoort uit de familie van de Porcellanidae. De wetenschappelijke naam van de soort is voor het eerst geldig gepubliceerd in 2004 door Werding & Hiller.